# Trương Mỹ Lan
Trương Muội (tiếng Trung: 張妹), thường được biết đến với tên gọi Trương Mỹ Lan (tiếng Trung: 張美蘭, sinh ngày 13 tháng 10 năm 1956), là một nữ doanh nhân và tỷ phú người Việt gốc Hoa. Bà là người sáng lập và hiện là Chủ tịch Hội đồng quản trị Công ty cổ phần Tập đoàn Vạn Thịnh Phát. Gia tộc của bà là một trong những gia tộc giàu có nhất Việt Nam.

## Sự nghiệp
Năm 1992, bà Trương Mỹ Lan thành lập Công ty Trách nhiệm hữu hạn Vạn Thịnh Phát hoạt động trong lĩnh vực thương mại và kinh doanh nhà hàng - khách sạn. Sau đó, Vạn Thịnh Phát mở rộng sang lĩnh vực kinh doanh bất động sản. Năm 2007, Công ty Trách nhiệm hữu hạn Tập đoàn Vạn Thịnh Phát, tên viết tắt là VTP Group Holdings, với vốn điều lệ 6.000 tỷ đồng được thành lập.
Tại VTP Group Holdings, bà Lan sở hữu 80% cổ phần, tương đương lượng vốn góp trị giá 4.800 tỷ đồng.

## Vụ án liên quan đến Trương Mỹ Lan

### Cáo buộc hối lộ Phạm Quý Ngọ
Có mặt tại phiên tòa xét xử Dương Tự Trọng đầu năm 2014, với tư cách là một nhân chứng, Dương Chí Dũng khai đã nhận của bà Lan 20 tỷ đồng (1 triệu USD) để chuyển cho Thượng tướng Phạm Quý Ngọ, Thứ trưởng Bộ Công an liên quan đến việc đưa hối lộ để "lót tay" cho việc chuyển đổi công năng mục đích sử dụng khu đất Cảng Nhà Rồng - Khánh Hội (quận 4, Tp. HCM) sau khi Cảng Sài Gòn di dời.

### Có tên trong hồ sơ Panama
Theo dữ liệu công bố trong Tài liệu Panama vào tháng 5/2016 từ Hiệp hội các nhà báo điều tra quốc tế (ICIJ), cả hai thể nhân Chu Nap Kee Eric và Trương Mỹ Lan đều là người thụ hưởng (beneficiary) của EurAsia ID Concept Group Limited – công ty có địa chỉ đăng ký tại "thiên đường thuế" British Virgin Islands và có liên quan tới Multi-Check Limited.

### Cáo buộc gian dối trong việc phát hành, mua bán trái phiếu
Ngày 6 tháng 10 năm 2022, bà Trương Mỹ Lan bị bắt với cáo buộc gian dối trong phát hành và mua bán trái phiếu, chiếm đoạt hàng nghìn tỷ đồng,  xảy ra tại Công ty CP Tập đoàn Đầu tư An Đông và các tổ chức, đơn vị có liên quan. Cơ quan điều tra cũng khởi tố, bắt tạm giam các bị can: Trương Huệ Vân – tổng giám đốc Công ty CP Tập đoàn quản lý Bất động sản Windsor; Nguyễn Phương Hồng – trợ lý Công ty cổ phần Tập đoàn Vạn Thịnh Phát; Hồ Bửu Phương – nguyên chủ tịch hội đồng quản trị Công ty CP Chứng khoán Tân Việt, nguyên phó tổng giám đốc phụ trách tài chính Công ty CP Tập đoàn Vạn Thịnh Phát.

### Chiếm đoạt số tiền đặc biệt lớn của ngân hàng SCB
Vạn Thịnh Phát vay đến hơn 1 triệu tỉ đồng của ngân hàng SCB sau đó chiếm đoạt 304 nghìn tỉ đồng.

#### Phiên tòa
Ngày 11 tháng 4 năm 2024, Tòa án nhân dân TP.HCM đã tuyên tử hình đối với bà Trương Mỹ Lan.

## Đời tư
Gia đình bà là người Tiều, bà là thế hệ thứ 4.
Giữa năm 2014, bà Trương Mỹ Lan cùng 9 thành viên khác trong gia đình là Trương Lập Hưng, Trương Mễ, Trương Huệ Nhi, Trương Chí Trung, Ngô Thanh Nhã, Trương Lập Tân, Trương Huệ Vân, Trương Lập Phát và Lâm Thị Hoà đồng loạt xin thôi quốc tịch Việt Nam. Sau đó bà và thành viên gia đình này đã rút hồ sơ xin thôi quốc tịch Việt Nam và đã được trả lại vào tháng 6 năm 2015.
- Chồng: Ông Eric Chu Lập Cơ, một doanh nhân trong lĩnh vực bất động sản tại Hồng Kông.[2]
- Con gái: Chu Duyệt Hằng (Elizabeth Chu Yuet Han, sinh năm 1994), Chu Duyệt Phấn (Mary Chu Yuet Fan, sinh năm 1995).[18]  Năm 2016 Chu Duyệt Hằng là Chủ tịch ZS Hospitality Group, [19][20] Chu Duyệt Phấn là Tổng giám đốc Công ty cổ phần Bảo trợ Tập đoàn Vạn Thịnh Phát.[18]
- Cháu: Ông Trương Lập Hưng (sinh năm 1986)[21] và bà Trương Huệ Vân (sinh năm 1988).[3] Trương Huệ Vân là con ông Trương Chí Trung (người Hoa, cổ đông Vạn Thịnh Phát, em trai bà Lan) và bà Lâm Thị Hòa (người Việt).[18][22] Trương Huệ Vân đã kết hôn với ca sĩ Thanh Bùi vào năm 2013.[23]